# Spaanse Habsburgers
Met de Spaanse Habsburgers wordt die tak van het huis Habsburg bedoeld die van 1555 tot 1700 regeerde over Spanje en onder andere ook de Spaanse Nederlanden. 
Na de troonsafstand van keizer Karel V in 1555 werd het Habsburgse rijk gesplitst; zijn zoon Filips II kreeg de twee Spaanse koningskronen van Castilië en Aragón, Franche-Comté, Napels, Sicilië, Portugal en de Zeventien Nederlandse provinciën, die tot het Rooms-Duitse keizerrijk behoorden; zijn broer Ferdinand kreeg de andere Duitse vorstendommen, waaronder het aartshertogdom Oostenrijk. Vanaf dat moment wordt een onderscheid gemaakt tussen de Spaanse Habsburgers en de Oostenrijkse Habsburgers. 
Na Filips II gingen verschillende delen over naar verschillende erfgenamen. Wat de Nederlanden betreft, waren dat achtereenvolgens Isabella van Spanje, Filips IV van Spanje en Karel II van Spanje.
Met het overlijden van koning Karel II in 1700 stierf de Spaanse tak van de Habsburgers uit. Dat was de aanleiding van de Spaanse Successieoorlog. De Oostenrijkse tak kon een deel van de Spaanse bezittingen terugwinnen, daaronder de Zuidelijke Nederlanden die vanaf 1715 ook de Oostenrijkse Nederlanden genoemd worden. 